# Ranunculus parviflorus
Ranunculus parviflorus là một loài thực vật có hoa trong họ Mao lương. Loài này được L. miêu tả khoa học đầu tiên năm 1758.

## Hình ảnh

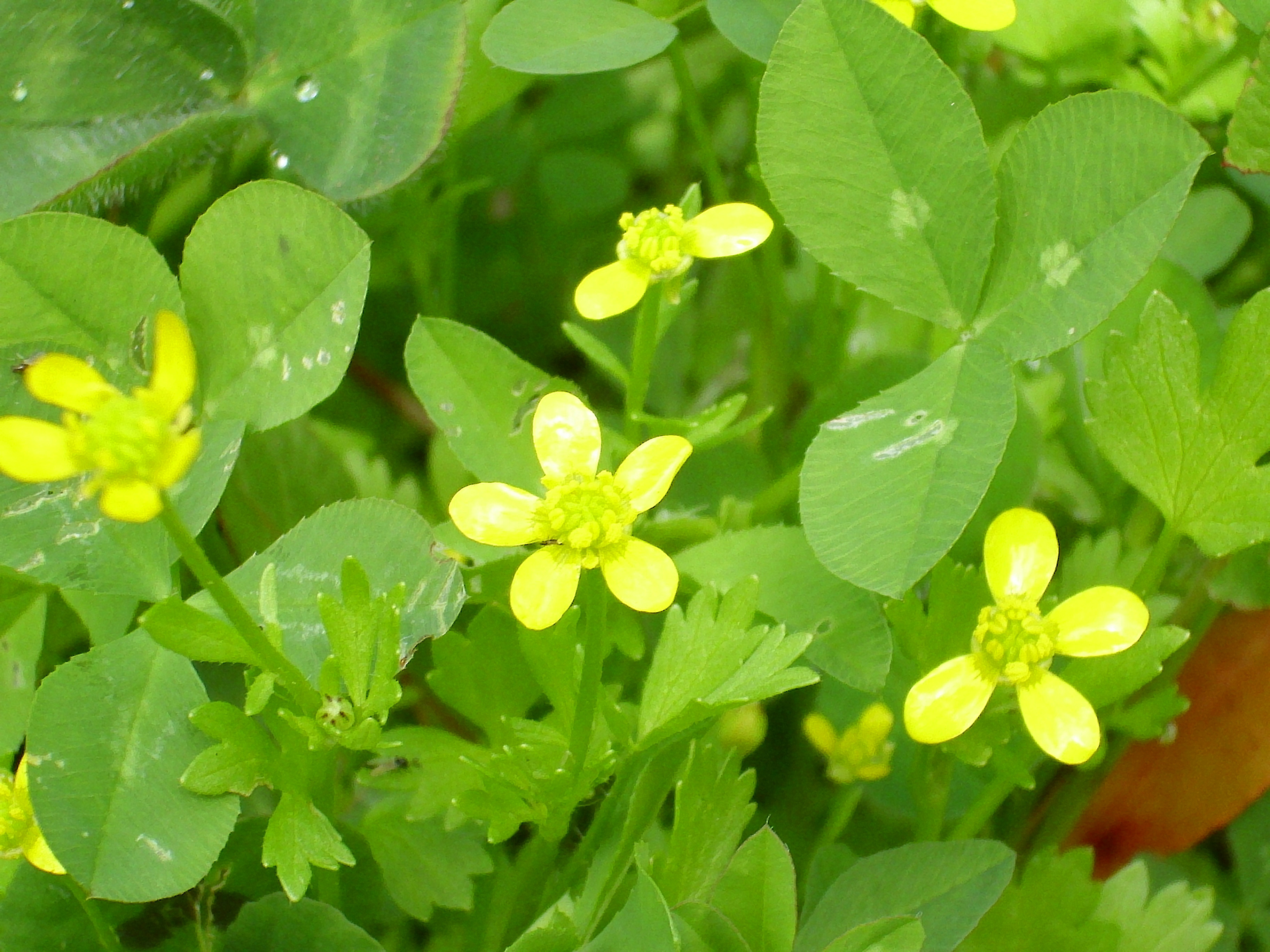
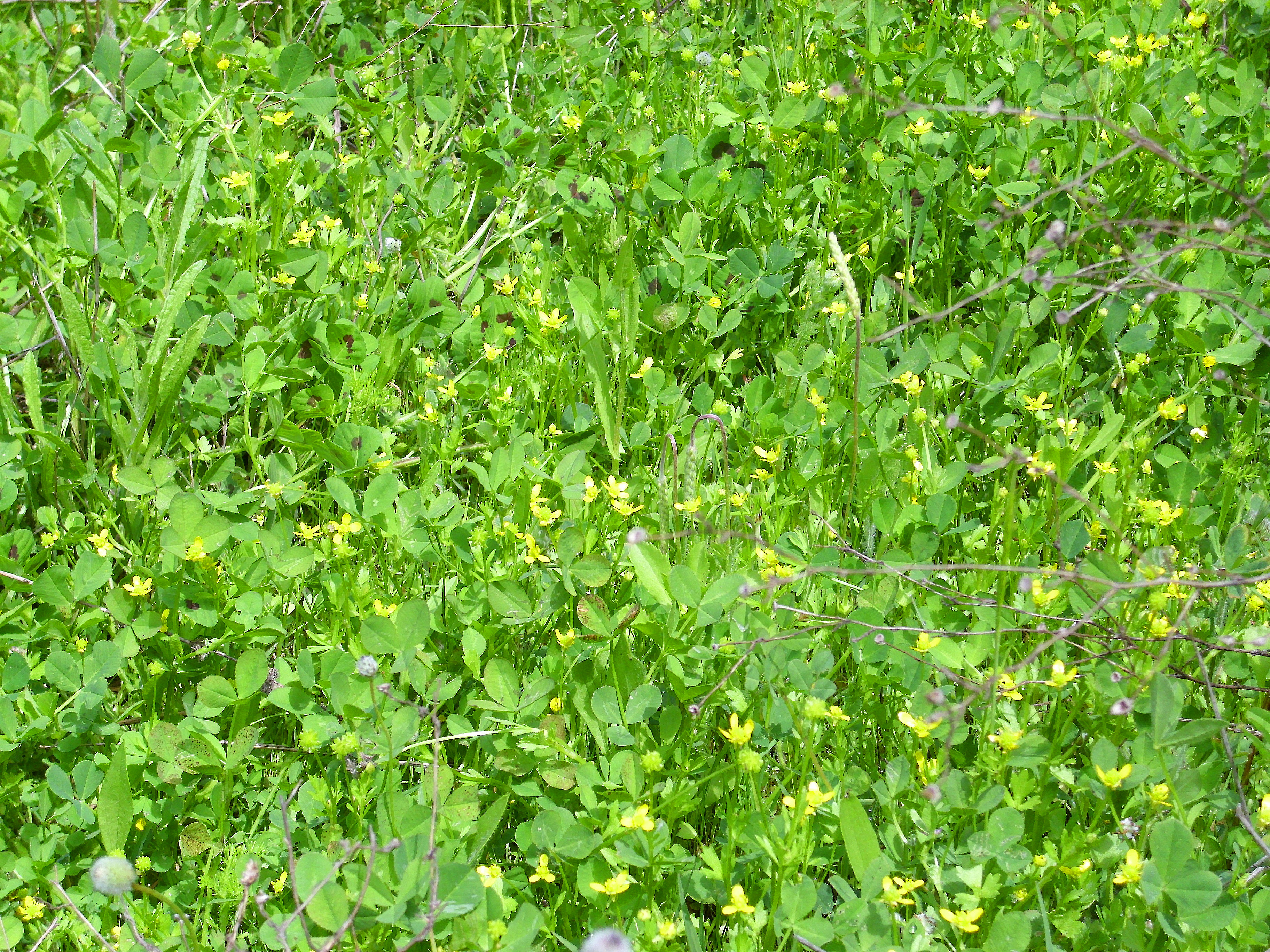